# イェジ・コンスタンティ・チャルトリスキ

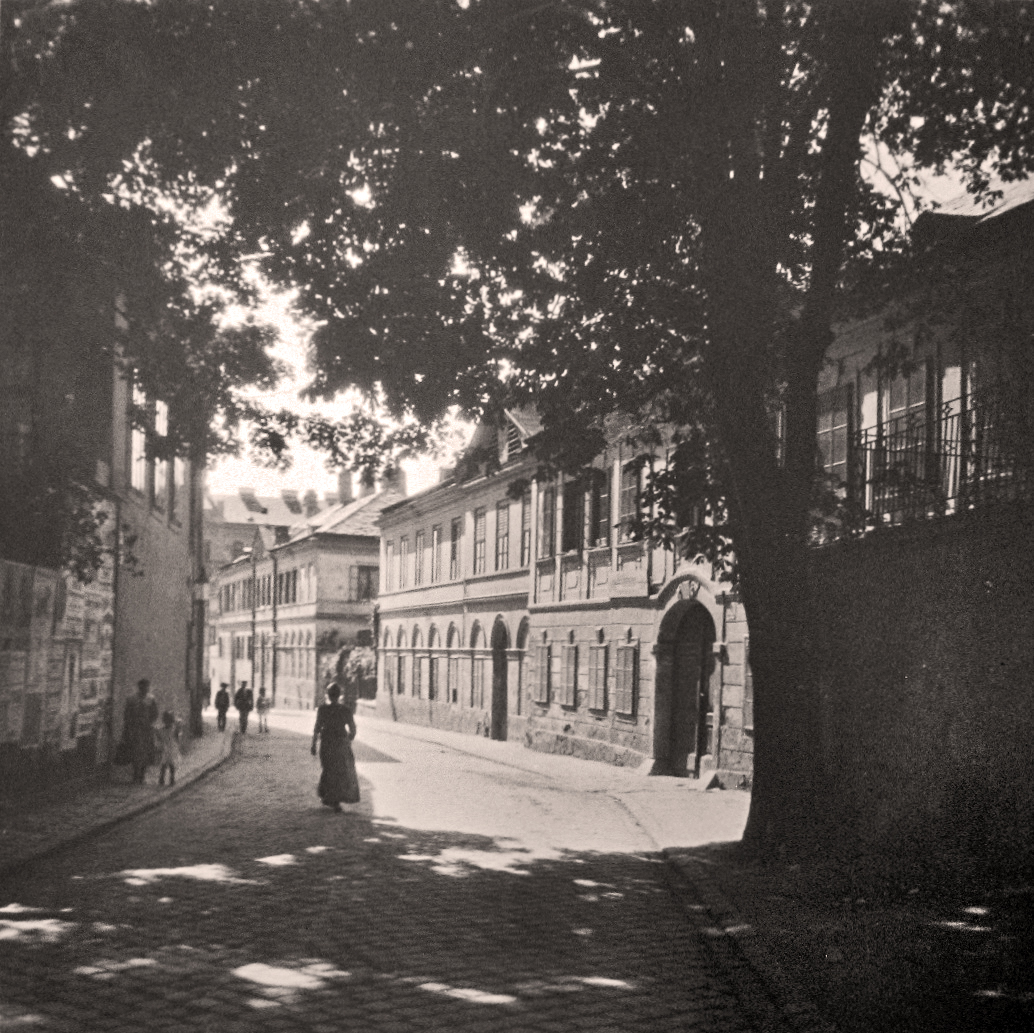
チャルトリスキ・シュレッセル、1918年撮影

イェジ・コンスタンティ・チャルトリスキ（Jerzy Konstanty Fürst Czartoryski, 1828年4月24日 - 1912年12月23日）は、オーストリア＝ハンガリー（二重帝国）のポーランド人貴族、政治家。チャルトリスキ家の公（侯爵（Fürst）/公爵（książę））。

## 生涯
コンスタンティ・アダム・チャルトリスキ公とその2番目の妻のマリア・ジェルジャノフスカの間の息子として生まれた。1860年に父が死ぬと、ウィーン第18区（ヴェーリンク地区）に所有していた邸宅チャルトリスキ・シュレッセル（Czartoryski-Schlössel）を相続した。翌1861年にチェコ人の画家ヤロスラフ・チェルマークの妹マリア・チェルマーコヴァー（1835年 - 1916年）と結婚し、間に1男1女をもうけた。
ペウキニェとヴョンゾフニツァ（いずれも現在のポーランド領ポトカルパチェ県ヤロスワフ郡）の領主であり、オーストリア貴族院の世襲議員、およびオーストリア領ガリツィア・ロドメリア王国の国会議員を務めた。息子のヴィトルト・レオン・チャルトリスキ（1864年 - 1945年）も政治家として活動した。